# ジュンガル油田

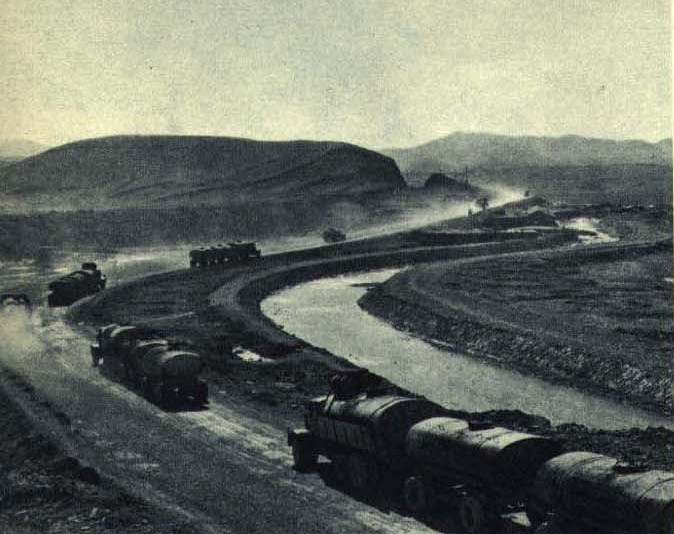
ジュンガル油田地帯のカラマイ油田の原油をトラックで輸送（1962年）

ジュンガル油田（ジュンガルゆでん、中国語: 準噶爾油田）は、中国新疆ウイグル自治区北部のジュンガル盆地で発見されている油田で、1955年に石油の生産を開始したカラマイのカラマイ油田を含めていくつかの油田がある。
中国新疆の三大油田地帯のひとつで、他はタリム盆地のタリム油田とトルファン盆地・ハミ盆地のトゥハ油田である。
ジュンガル油田には次のような油田がある。
- カラマイ油田 座標: 北緯45度36分 東経84度52分 / 北緯45.600度 東経84.867度
- 瑪河(Mahe)油田 [1]

など